# Вільгельм I (граф Тулузи)
Вільгельм I Великий (фр. Guilhem de Gellone; бл. 750  — 28 травня 812) — граф Тулузький у 790—806 роках та маркіз Септиманії у 801—806 роках. Відомий як Желонський або Оранський. Став засновником династії Гільємідів. Популярних герой середньовічних легенд. Мав прізвисько «Гійом Короткий ніс».

## Життєпис
Представник впливового франкського роду. Його дід Бернард Прюмський (позашлюбний син був вірним союзником Карла Мартела, мажордом Франкського королівства. Син Теодеріка I (Т'єррі), графа Отена, і Альдони Франкської, можливої дочки Карла Мартелла. Виріс при королівському дворі, оженившись на представниці роду Каролінгів.
Двоюрідний брат Карла Великого, Вільгельм користувався його підтримкою за вірність і відчайдушну хоробрість. 781 року опинився при дворі Людовика, короля Аквітанії. У 785 році відвоював Желону та інші міста маркізату Готія. Звідси дістав прізвисько Желонський.
У 790 році він став графом Тулузи замість Торсона, який був захоплений басками в 787 році. Водночас стає намісником Аквітанії. Він протистояв спочатку баскам, а потім маврам. Останні зуміли захопити Септиманію до Нарбонну.
У 793 році у битві на березі річки Орб близько Нарбона зазнав поразки від військ Кордовського емірату на чолі із Абд аль-Маліком ібн Абд аль-Вахідом ібн-Мугхітом. Проте граф Тулузи зумів організувати запеклий опір, тому 795 року маври були змушені відступити.
796 року став готувати похід проти Кордовського емірату. 800 року Вільгельм I перейшов у наступ, взявши участь у відвоюванні Північно-Східної Іспанії і захопленні Барселони в 801 році, графом якої став його син Бера. 801 року стає маркізом Септиманії.
Зустрівши в абатстві Сан-Савен свого колишнього друга, св. Бенедикта Аніанського, Вільгельм I під його впливом заснував у 804 році в долині Желоні бенедиктинське абатство Сен-Гійом-ле-Дезер (неподалік від містечка Лодев), в яке він пішов 806 року. Новим графом Тулузи став Беггон, граф Парижу. Намісництво в Аквітанії перейшло до Варіна, графа Оверні.
Помер 28 травня 812 року. Його було канонізовано в 1066 році папою римським Олександром II. Римсько-католицька церква відзначає пам'ять святого Вільгельма 28 травня.

## Пам'ять
Збереглося сім героїчних жеста XI—XIII століть, присвячених особистості графа Вільгельма I. Найвідомішими є «Пісні про жести», «Пісні про діяння», «Пісні про Вільгельма». Ці поеми відносяться до найбільш стародавніх у французькому епосі.

## Родина
1. Дружина — Кунігунда Автразійська
Діти:
- Бера (д/н—844), граф Барселони
- Герберга (д/н-834), черниця
- Геріберт (780/785-843)
- Бернар (800—844), граф Барселони у 826—832 та 835—844 роках, граф Тулузи у 835—842 роках
- Гуіткар, чернець
- Ейлімбрук

2. Дружина — Вітберга, донька Ламберта, графа Хербоге
Діти:
- Госельм (д/н-834), граф Руссільйона Конфлана, Разеса, Ампураса
- Теодерік (д/н-841), граф Отена
- Гарніер
- Родлінда (д/н-бл. 843)